# Bernard Lange
Bernard Lange (Toulouse, 7 de agosto de 1754 - París, 28 de mayo de 1839) fue un escultor francés. Es famoso esencialmente por su función de primer restaurador en jefe de las Antigüedades del museo del Louvre desde su creación en 1793.
Aunque participó en numerosos Salones tanto en Toulouse como en París, Bernard Lange, Bernard Lange, no dejó un gran testimonio de su paso, conservándose sólo algunos trabajos. Esto se debe en parte a las ventas sucesivas, al deterioro, y especialmente al hecho de que su empleo en el Louvre le impidió componer muchas obras. Sin embargo, las que han sobrevivido dan testimonio de su talento y su gusto por el estilo neoclásico.

## Datos biográficos
Bernard Lange nació el 7 de agosto de 1754 en Toulouse, en el distrito de Saint-Cyprien. Nacido en una familia de fabricantes de cuerdas de violines, Lange ingresó en primer lugar en la escuela de derecho que pronto abandonó para seguir los cursos de la Academia de Pintura, Escultura y Arquitectura de Toulouse, para seguir una carrera como escultor. Lange se formó junto a François Lucas, hijo de Pierre Lucas a su vez alumno de Antoine Rivalz. Abogando por un retorno a la Antigüedad, Lucas da a sus estudiantes una formación de espíritu clásico. En 1775, Lange obtuvo en el Salón de la Real Academia de Toulouse, una medalla de 15 libras por el primer premio de anatomía. Dos años más tarde, en el Salón de 1777, ganó la medalla de oro, mediante la presentación de cinco obras, las artes, el sacrificio de Flora, Niño sobre un carnero que Venus hace pasea con un Sylvain y dos bajorrelieves de arcilla·, esta medalla le permitió considerar seriamente el viaje a Italia, necesario en aquella época para cualquier artista que deseara tener éxito en su profesión.
Al llegar a Roma, Lange se integró en el taller del maestro escultor Carlo Albacini, importante estudio donde se formó Antonio Canova, y siguió los cursos de la Academia de Francia, dirigida por Joseph-Marie Vien. El viaje a Italia le permitió además a Lange acrecentar su cultura clásica, buscar la inspiración en el estudio de los grandes modelos y le dio la ocasión de forjarse una red de relaciones y contactos en previsión de su regreso a Francia. También conoció al arqueólogo Ennius Visconti y frecuentó a sus compatriotas, algunos de ellos también toulousanos, como Vigan, Roques, Castex o Borelli.
En 1793, Lange se vio obligado a abandonar Italia a toda prisa después de la onda de choque causada por la Revolución Francesa. De hecho, tras el asesinato en la Via del Corso del secretario de la Legación, Basseville, las condiciones de vida en Roma se degradaron de día en día y la seguridad de los expatriados franceses ya no era firme.
Viajando solo para no exponer a su esposa e hija a riesgos innecesarios, Lange desembarcó probablemente en el puerto de Marsella y se instaló en la ciudad de Antibes por un corto período.
Alrededor de 1794-1795, fue nombrado "estatuario del Museo del Louvre" con la carga de restaurar las estatuas antiguas, más o menos mutiladas, con el apoyo de Ennius Visconti. Los trabajos de restauración a partir de 1795 ocuparon la mayor parte de las actividades de Lange, a través de la creación del Museo Central de las Artes en el Palacio del Louvre en 1793 y la afluencia de obras de arte italianas, muy estropeadas por el transporte, tributo de la guerra en la campaña de Napoleón en Italia.
Su posición como conservador de antigüedades del Louvre ofreció a Lange la oportunidad de producir muchas reproducciones de calidad por moldeo a partir de las obras originales. Muy apegado a Toulouse, su ciudad natal, Lange no dejó de enviar de forma constante estas copias a la Academia de pintura, escultura y arquitectura.
Lange ejerció sus funciones como restaurador de estatuas antiguas con celo y una notable capacidad, pero lo más importante, continuó produciendo obras propias. Algunas de sus estatuas fueron reproducidas gráficamente en cada una de las exposiciones en el Louvre en que participó. Varios trabajos captaron la atención del público, especialmente dos bajorrelieves ejecutados antes de 1800, que se instalaron en una de las salas del Museo, uno titulado Egipto mostrando el Coloso de Memnon, el otro, Grecia mostrando el Apolo Pitio. Lange también participó más tarde en el trabajo de decoración del Patio Cuadrado del Louvre mediante la ejecución de uno de los "oculos" al lado de la obra de Jean Goujon, un bajorrelieve representando a la Lógica y la Elocuencia. Del mismo modo, produjo para el cementerio del Père-Lachaise, varios adornos funerarios.
Durante los cuarenta y seis años que vivió en París, y a pesar de un innegable compromiso con la ciudad de Toulouse, Lange no regresó a su ciudad natal hasta 1826, cincuenta años después de dejarla, para erigir dos monumentos en la Iglesia parroquial de San Jerónimo. El primero dedicado a François Lucas, como muestra de gratitud eterna, el segunda a la memoria de Jacques-Pascal Virebent.

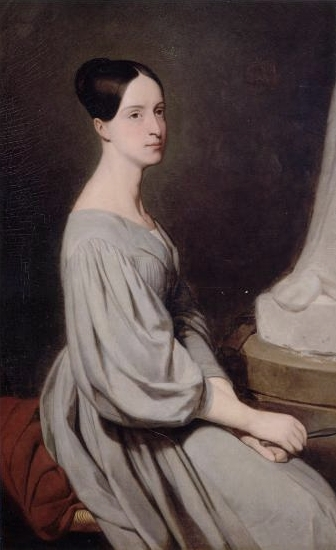
María de Orleans, retratada por Ary Scheffer, trabajando en el estudio de escultura.

Durante su larga carrera, Lange supo ganarse el favor de los más grandes, a la princesa María de Orleans le gustaba trabajar en el mismo estudio que él y el rey Luis Felipe le visitaba a menudo y le elogió constantemente.
Bernard Lange terminó su carrera en París con el título de Conservador Jefe del taller de restauración de las estatuas antiguas. Agotado por una larga enfermedad, murió en su residencia, ubicada en el Palacio del Louvre, el martes, 28 de mayo de 1839 a la edad de 85 años. Su funeral se celebró el día siguiente a las 13 horas en la iglesia de Saint Germain l'Auxerrois.

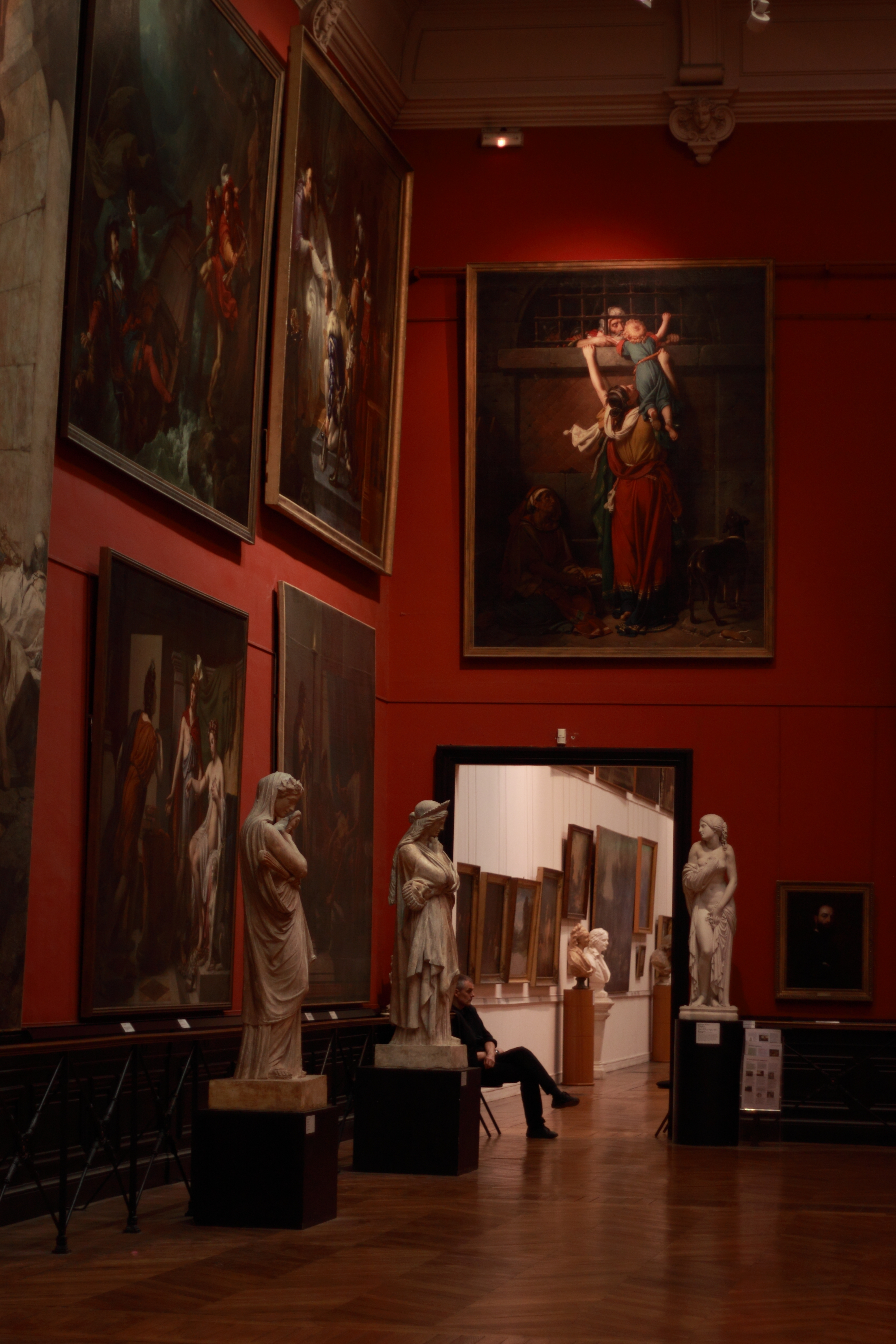
Salón rojo del Museo de los Agustinos

A petición de Jean Suau en 1843, la Sra. Lange - única hija de Bernard Lange - donó al museo de la ciudad de Toulouse un monumento erigido en memoria de Bernard Lange. Se trata de un medallón de mármol que representa el perfil de Lange, de tamaño natural, y ejecutado por Antoine Etex. Este medallón se incrustó en un pedestal en el que se colocó la estatua de Philopoemen, igualmente de mármol realizada por Lange, que le valió una medalla de primera clase en una exposición en el Museo del Louvre durante el Consulado. El conjunto es ahora visible en la sala roja del Museo de los Agustinos de Toulouse.
Si el deseo más querido de Lange, que era morir en Toulouse no fue concedido, su ciudad natal, guarda un hondo testimonio del paso de este artista, del que ha conservado muchas de sus obras. Pagando un tributo final al dedicar una plaza y una calle, al mantenimiento de la memoria de este artista.

## Obras

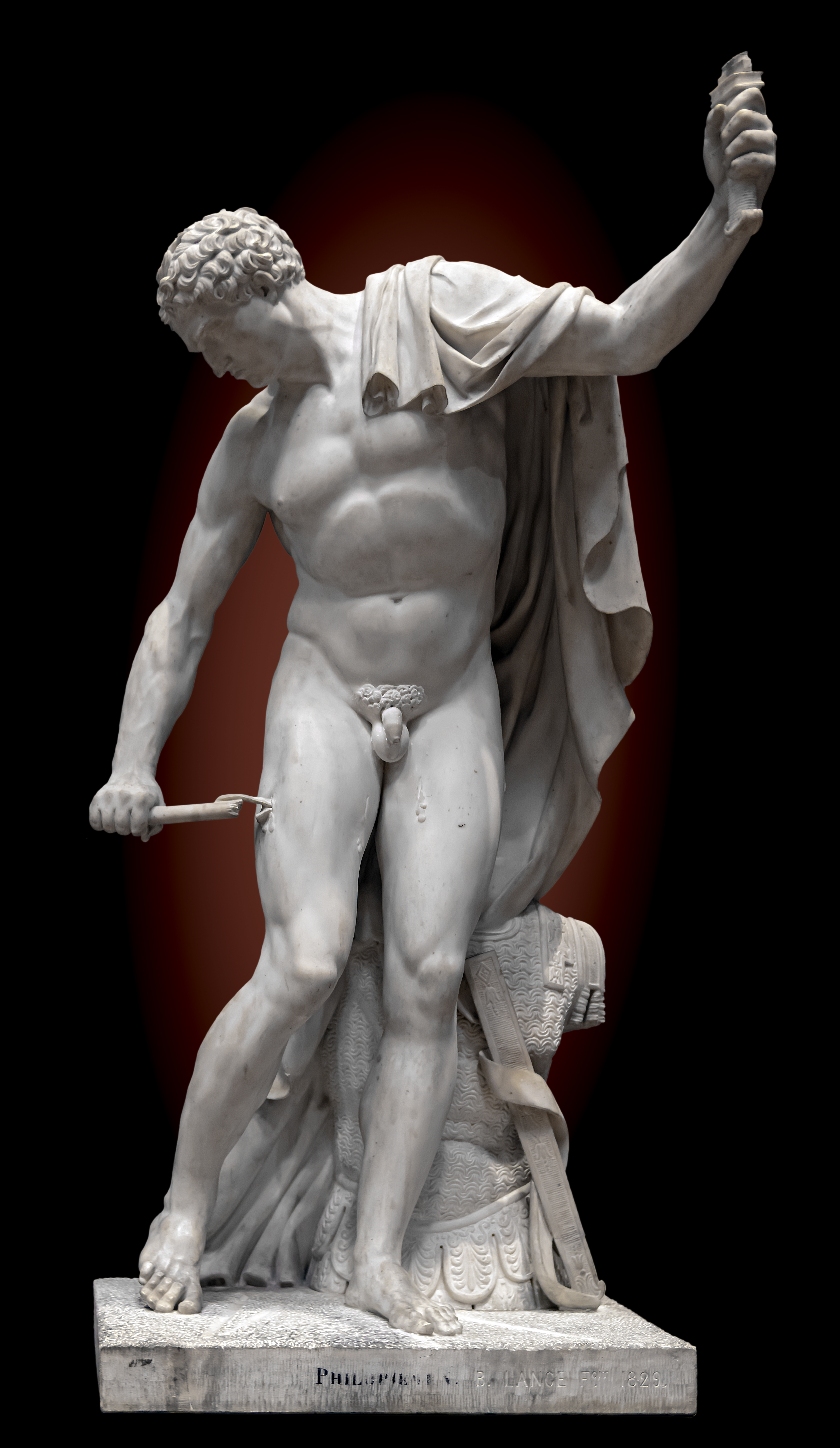
Bernard Lange, Filopemen de Selas, 1829 (Museo de los Agustinos de Toulouse)

- Las Artes

Les Arts, bajorrelieve, terracota, 1777, medalla de oro en el Salón de la Real Academia de Toulouse en 1777, en paradero desconocido.
- Sacrificio de Flora

Sacrifice de Flore, bajorrelieve, terracota, 1777, medalla de oro en el Salón de la Real Academia de Toulouse en 1777, en paradero desconocido.
- Niño sobre un carnero que Venus hace pasear con un Sylvain

Enfant sur un bélier que Vénus fait promener avec un Sylvain, bajorrelieve, terracota, 1777, medalla de oro en el Salón de la Real Academia de Toulouse en 1777, en paradero desconocido.
- Dos bajorrelieves, terracotas, 1780, Salón de la Real Academia de Toulouse en 1780.
- Bacante tocando la flauta

Bacchante au joueur de flûte, bajorrelieve, terracota, H: 0.26m L: 0,17, PR: 0,23 m, entre los años 1777 y 1794, Museo de los Agustinos de Toulouse.
- Fauno tirando del cabello de una Bacante

Faune tirant les cheveux d'une bacchante, bajorrelieve, terracota, H: 0,17 L: 0.26m, PR: 0,2 m entre 1777 y 1794, Museo de los Agustinos de Toulouse.
- Anacreonte y el Amor,

Anacréon et l'Amour, modelado, terracota, H: 0,16, m, L: 0.115m, PR: 0.11m, entre 1777 y 1794, Galería Patrice Bellanger de París.
- LAs Artes reveladas por el Tiempo

 Les Arts relevés par le Temps, carboncillo sobre papel, 1795, lugar desconocido, pero estaba antes en la Sala del Consejo de la Ciudad de Bolbec.
- Filopemen mégametropolitano

Philopoemen mégapolitain, estatua, yeso, H: 1.02m, 1799, Salón de París de 1799, en paradero desconocido.
- Egipto mostrando el Coloso de Memnon

L'Égypte montrant le colosse de Memnon, bajorrelieve, terracota H: 0,23 m L: 0,20 m, PR: 0,15 m, antes de 1800, Museo de los Agustinos de Toulouse.
- Carboncillo sobre papel, H: 0.33m L: 0.51m, alrededor de 1800, Museo Paul Dupuy de Toulouse.
- Bajorrelieve de mármol, de 1800, Rotonda de Mars del Museo del Louvre.

- Grecia mostrando el Apolo Pitio

La Grèce montrant l'Apollon Pythien; bajorrelieve, terracota H: 0.205m, L: 0.175m, PR: 0,20 m, antes de 1800, Museo de los Agustinos de Toulouse.
- Bajorrelieve de mármol, de 1800, la rotonda de Mars del Museo del Louvre.

- El Amor y la Amistad

L'Amour et l'Amitié modelado, terracota rosa, H: 0,50 m, Diam. base: 0.222m, entre 1795 y 1801, Museo de los Agustinos de Toulouse.
- Modelado, yeso, H: 0.542m, Diam. base: 0.26m, entre 1795 y 1801, Museo de los Agustinos de Toulouse.

- Turenne, busto de mármol de 1800, Salón de París de 1801, la obra desapareció durante el incendio de las Tullerías en 1871.
- Colbert, busto de mármol, 1801, el Salón de París de 1801, trabajo desaparecido.
- Esculapio

Esculape, figura en bulto redondo, mármol,1804, premio de incentivo en el Salón de París de 1804, trabajo desaparecido.
- Júpiter-Sol

Jupiter-Soleil, busto sobre pedestal, mármol, yeso y bronce, H: 0.55m L: 0.30m, PR: 0.30m, 1805, Museo de los Agustinos de Toulouse.
- La Lógica y la Elocuencia o la Lógica y la Retórica:

La Logique et l'Éloquence ou La Logique et la Rhétorique, bajorrelieve, arcilla blanca, H: 0,48 m L: 0.385m, PR: 0,25 m, antes de 1806, Museo de los Agustinos de Toulouse.
- bajo relieve, arcilla blanca, H: 0.538m, L: 0.425m, PR: 0.36m, antes de 1806, Museo de los Agustinos de Toulouse.
- Bajorrelieve de mármol, H: 0.30m L: 0.44m, PR: 0.023m, 1806, Patio Cuadrado del Louvre, Ala Norte, quinto vano desde el oeste.

- Safo - Sapho, modelado, arcilla cocida, 1807, en paradero desconocido.
- Baco - Bacchus, bulto redondo, mármol, H: entre 0,81 y 0,97 m de 1810, el Salón de París de 1810, en paradero desconocido.
- Flora - Flore, puede ser un busto, yeso, 1810, Salón de París de 1810, en paradero desconocido.
- Primavera - Le Printemps, boceto de una estatua, yeso, H: entre 0,81 y 0,97 m., 1810, Salón de París de 1810, en paradero desconocido, puede ser que este trabajo esté en Inglaterra.
- Orfeo pierde a Eurídice por segunda vez

Orphée perdant Eurydice pour la seconde fois, bulto redondo, mármol, 1811, en paradero desconocido.
- Sra. Marbella - Madame Marbelle, busto sobre pedestal, terracota blanca con capa de pintura monocromo negro, H: L 0,5 m,: 0,3 m, PR: 0,25 m, H. pedestal: 0,60 m, 1812, Salón de París de 1812, Museo de los Agustinos de Toulouse.
- Pierre-Théodore Suau, busto, yeso, 1812, en paradero desconocido.
- Minerva - Minerve, busto de mármol, 1812, en paradero desconocido.
- Anacreonte y Amor

Anacréon et l'Amour , boceto, terracota, H: 0,24 m; diámetro de la base: 0,14 m X 0,17, hacia 1813, colección privada (París). Grupo, de mármol, 1814, Salón de París de 1814, en paradero desconocido.
- Jarrón de las máscaras - Vase aux masques, jarrón, mármol, con pedestal: 0.78m H: 0.57M L: 0.43m, diam.:0.78m, antes de 1815, en el Museo del Louvre.
- Crátera báquica - Cratère bacchique, vase, marbre de carrare, H., jarrón, mármol de Carrara, H. 1,60 m, antes de 1815, patio trasero del Castillo de Malmaison.
- Gilles Ménage, buste, marbre, H. Gilles Menage, busto, mármol, H.: 0.805m, L: 0.575m, PR: 0.33m, 1817, Salón de París de 1817.
- Monumento a la memoria del Bailli de Crussol, par de Francia, monumento funerario, estela de piedra, mármol blanco, 1816
- Primavera - Le Printemps, bulto redondo, mármol, 1817, Salón de París de 1817, en paradero desconocido.
- Cratino mostrando una de sus comedias a Thalia

Cratinos montrant une de ses comédies à Thalie, bajorrelieve, terracota H: 0.29m L: 0.25m, PR: 0.29m, 1820, Museo de los Agustinos de Toulouse. Bajorrelieve de mármol de 1820, en paradero desconocido.
- Jarrón en forma Médici

Vase de forme Médicis, adornado con símbolos de Baco, jarrón, mármol de Saint-Béat, H: 1,37 m., 1822, actualmente instalado sobre una pilona del entramado de los jardines de l'infante, París.
- El caballero Geoffroy d'Astier, Capitán en el Cuerpo Real de Estado Mayor, busto, mármol, 1824, Salón de París de 1824, en paradero desconocido.

- La Santísima Virgen con el niño Jesús en el templo

La sainte Vierge présentant l'enfant Jésus au temple, boceto de estatua, terracota, modelado, 0406 m, 1827, Exposición de los productos de Bellas Artes e Industria de Toulouse de 1827, en paradero desconocido.
- Monumento en memoria de François Lucas, monumento funerario, bajo relieve, mármol, H: 1.21m L: 0.62m, PR: 0.117m; bajorrelieve H: 0.745m, L: 0.545m de 1827, Exposición de productos de Arte e Industria de Toulouse de 1827, iglesia de Saint-Jérôme, en Toulouse.
- Dos lavabos cuadrados idénticos - Deux vasques carrées identiques, mármol de pavanazzetto, H: 0.40m L: 0.52m, PR: 0.52m, 1827-1828, Museo del Louvre, catálogo n.º de inventario CC 211-212
- Monumento a la Familia Laroche Jacqueleine, monumento funerario, mármol, 1828, en paradero desconocido.
- Dos jarrones mediceos decorados puttis portando guirnaldas, mármol veteado de Carrara, H: 1.42m, diámetro: 1,10 m, 1828, jardines de las Tullerías desde 1832, catálogo n.º de inventario CC 117-252.
- Filopemen de Selas - Philopoemen à Sélasie, estatua, bulto redondo, mármol, H: 1,15 m, L: 0.59M, PR: 0.61m, 1829, Salón de París de 1833, Museo de los Agustinos de Toulouse, n.º de inventario Ra 895.
- Monumento fúnebre a Raymond Bibent, bajo relieve en la parte frontal del monumento, mármol, 1829, en paradero desconocido.
- Flora - Flore, busto, mármol, 1829, Exposición: Exposición de productos de Bellas Artes e Industria de Toulouse de 1829, en paradero desconocido.
- Monumento a la memoria de Jacques-Pascal Virebent, monumento funerario de mármol, H: 1.12m L: 0.578m, PR: 0.73m; bajorrelieve H: 0,7 m, W: 0.53m, 1835, Exposición de Productos de Artes Artes e Industria de Toulouse en 1835, iglesia de Saint-Jérôme, Toulouse.
- El triunfo de Ganímedes

Le Triomphe de Ganymède, bajorrelieve, terracota, H: 0,28 m, entre 1778 y 1809, Museo de los Agustinos de Toulouse desde el 27 de abril de 1949, N º de inventario 49-6-90.

## Trabajos de Lange en el seno del taller de restauración del Museo del Louvre
La idea de crear un taller de restauración de obras en el Louvre se impuso necesaria junto con la creación del Museo con el fin de que todos los ciudadanos disfrutaran de los tesoros de la nación y aprendiesen de las obras maestras de los antiguos. Los archivos del Museo del Louvre mencionan que las obras de restauración se dividieron en dos categorías. El primero concerniente a los trabajos de tipo mobiliario y el segundo a los trabajos de tipo estatuario.
La actividad del taller no se limitó sólo a los trabajos de restauración: se dedicó pues también a la producción de los elementos necesarios para la decoración de las nuevas salas del Museo y especialmente a la exposición de obras, tanto modernas como antiguas. Para ello, cantidad de peanas, pedestales, zócalos, bases de columnas, columnas, cimacios, basas, fajas, se realizaron en el taller. Asimismo, el taller estuvo involucrado en la decoración de las salas. Además a estos trabajos se añadieron los de restauración por roturas accidentales, que al parecer eran comunes en el taller, así como la limpieza superficial del polvo de las obras. El taller era pues responsable de todas las etapas preparatorias necesarias para la exposición de las obras.

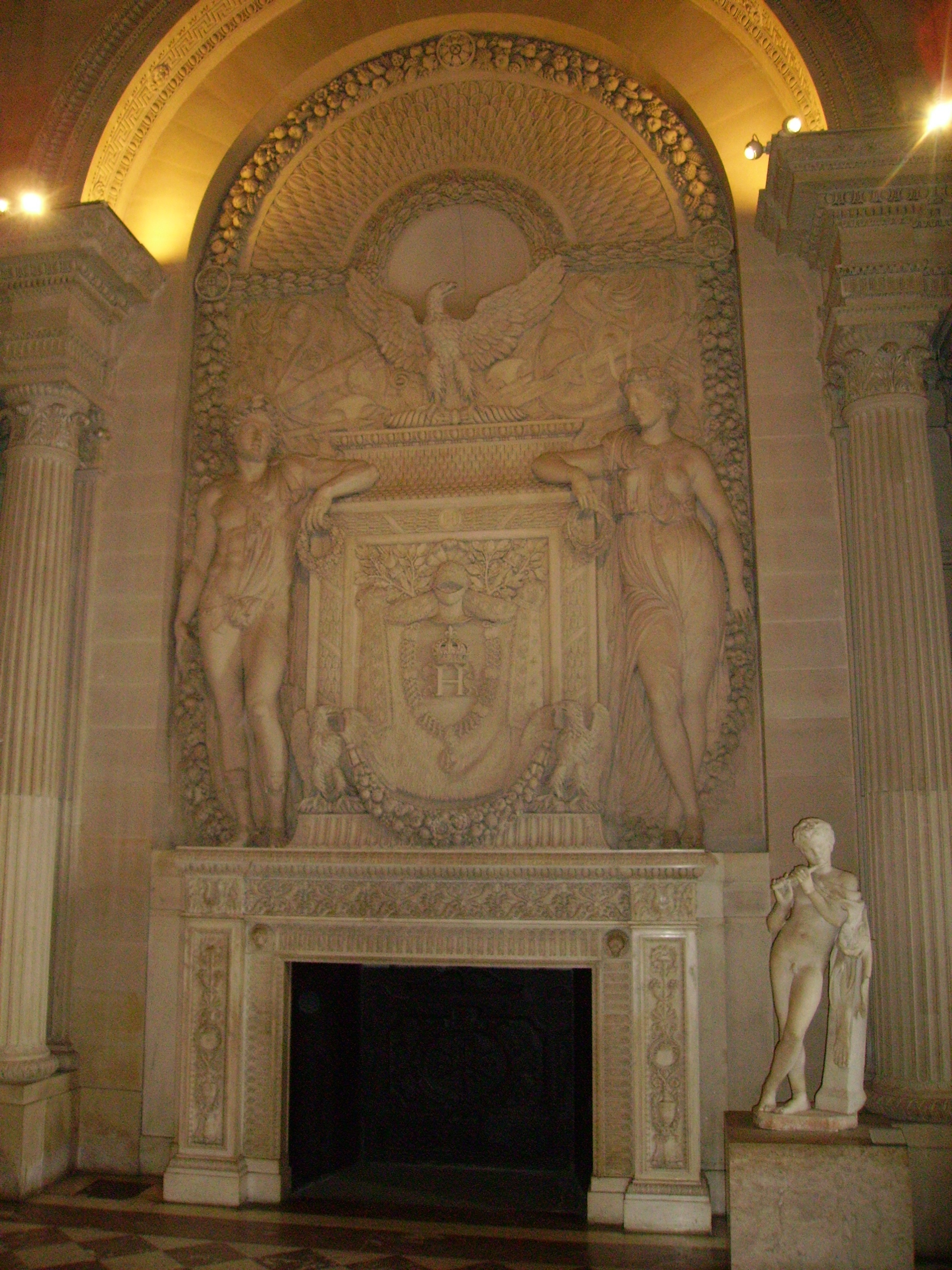
Chimenea de la Sala de las Cariátides del Louvre

La mayor actividad del taller fue la restauración de las estatuas. En ese momento, el término de restauración no implicaba las mismas acciones que hoy en día; en el siglo XVIII, restaurar era principalmente posibilitar la exposición y comprensión de la obra. Así, cuando una estatua entraba en el Louvre desmembrada o fragmentada, el taller era el responsable de subsanar estas deficiencias, recreando la parte que faltase.
Lange, como capataz estaba presente en cada una de las etapas de la restauración, del continuo control del estado de la obra, de la adquisición del bloque de mármol que permitiese restaurar la obra. Si algunos documentos muestran la magnitud del trabajo de Lange en el estudio, no hay duda de que él mismo llevó a cabo muchas restauraciones.
- Chimenea en la sala de las cariátides, 1826.[5] Originalmente ubicada en la antigua capilla de Carlos V, la chimenea era originalmente un proyecto de obra muy simple. Fue compuesta por los arquitectos Percier y Fontaine, que reunieron los fragmentos de esculturas de la época de Francisco I de Francia y Enrique II de Francia para formar el conjunto. Lange fue el encargado de llenar los vacíos recreando las partes que faltaban e insertando en esta composición las estatuas de Baco y de Ceres, redescubiertas en la misma sala entre una variedad de desechos.

- Amor antigua - Amour antique. Copia de Praxíteles por Lucien Bonaparte, 1802.[6]

- Venus de Milo, 1821. Tras un minucioso examen y un riguroso análisis, Lange concibe la idea de recrear los brazos. El proyecto fue finalmente abandonado y la Venus se exhibe en su estado.

- Las piernas del torso de Luis XII, ejecutado por Lorenzo da Mugiano en 1508.o[7] El torso mutilado por los revolucionarios entra en el Louvre en 1816. Muchos años después, Lange trabajó en el "acabado" de Luis XII. Un rey no podía decentemente estar expuesto como un hombre-tronco carente de extremidades, así que se decidió a aportar las piernas. La adición de las piernas a una obra originalmente diseñada para ser sólo hasta la cintura resulta absurda, ya que causa problemas estéticos: el efecto de masa, el empaste, la desproporción con las piernas que parecen ser demasiado pequeñas en comparación al cuerpo y los pies que parecen ser demasiado grandes en comparación con las piernas. Sin embargo, si la estética general de la obra es cuestionable, la culpa no se puede lanzar sobre los detalles de ejecución y los adornos que son de alta calidad. La frontera entre la restauración y la creación es a veces muy pequeña, este ejemplo es la prueba. El de restauración se llevó a cabo en dos etapas. En los años 1933-1936 las piernas se retiraron durante la transferencia del departamento de escultura en los nuevos espacios del Pabellón de los Estados. Están actualmente almacenadas en las reservas del Museo del Louvre. En cuanto a la cabeza, fue suprimida en 1960.

- Apolo de Nimes.[8] En 1824, varios fragmentos de una estatua griega encontrada en Nimes, llegaron a los talleres del Museo del Louvre. De la estatua original de mármol de Paros sólo quedaba una parte de la cabeza, la parte superior de los brazos, el torso y los muslos. Los fragmentos fueron unificados por Lange. Posteriormente, de acuerdo con los principios de la restauración en aquel momento, las partes que faltaban se recrearon en yeso, como los brazos, la clámide.[9] La estatua, llegada hecha pedazos al taller, fue así reconstruida en su totalidad.

- La Sena y la Marne; La Loire y el Loiret,[10] 1825. A raíz de la degradación ocasionada por los asistentes a una fiesta, Lange es consultado para restaurar estos dos grupos colocados alrededor del gran estanque en el jardín del Palacio de las Tullerías. Algunas restauraciones fueron llevadas a cabo por una excesiva preocupación por el mantenimiento de estas estatuas. Cada año, se rociaban con agua y a veces se realizó mediante raspado, la eliminación del musgo y la suciedad. Este tratamiento contribuyó en gran medida al deterioro de las obras lo que hizo aumentar la carga de trabajo del taller.

### Archivos
- Archives du Musée des Augustins, 48-19-1 à 48-19-6.
- Archives du Musée Paul Dupuy, correspondance échangée entre le sculpteur Bernard Lange et le peintre Jean Suau de 1778 à 1828, 67-62-2 à 67-62-123.
- Archives du Musée du Louvre, série A2, A4, A16, A17, O30, S2, S2B, S16, SF4.
- Archives de la ville de Bolbec
- Archives nationales, A.N.-F21-496A: dossier 1; A.N.O41524. Archives départementales de la ville de Toulouse, A.D.T.: CC.2262, f° 65v°, Registre de Saint-Nicolas, 1754, feuillet 52; A.D.T.: lettre de François Lucas à Bernard Lange datée du 17 floréal an XIII, n°4-25-65.

### Libros
- Bremont, Alphonse de, Annales du XIXème siècle de la ville de Toulouse de 1830 à 1850, 1865, p.p. 230-232.
- Bresc-Bautier, Geneviève et Pigeot, Anne, Les sculptures des jardins du Louvre du Carrousel et des Tuileries, RMN, Paris,1986, 2 volumes.
- Chaudonneret, Marie-Claude, L'État et les artistes, de la restauration à la monarchie de juillet 1815-1833, Flammarion, Paris, 1999, 270 p.
- Clarac, Musée de sculptures antiques et modernes, 1826-1827, volume 1 et 2.
- Desazard de Montgaillard, Les artistes toulousains et l’art à Toulouse, Toulouse, 1925, 3 volumes.
- Mesple, Paul, L’amitié bénéfique pour les artistes toulousains du peintre Jean Suau et du sculpteur Bernard Lange restaurateur de la Vénus de Milo, communication faite à l’Académie dans sa séance du 28 février 1968.
- Mesple, Paul, Notes et documents sur le sculpteur Bernard Lange, Toulouse, éditions de l’Auta, 1960, 15 p.
- Mesuret, Robert, Les expositions de l’Académie Royale de Toulouse de 1751 à 1791, Espic, Toulouse, 1972, 650 p.
- Quatremere de Qunicy, Lettres à Miranda sur le déplacement des monuments de l’art de l’Italie (1796), Macula, Paris, 1989, 146 p.
- Salers, Sophie, Inventaire des bustes du XIXème siècle du Musée des Augustins, mémoire de maîtrise de novembre 1984-1985, 2 volumes.
- Spadotto, Karine, Bernard Lange 1754-1839, mémoire de maîtrise, 2 volumes, Université de Toulouse le Mirail, Toulouse, 2001.
- Spadotto, Karine,, Bernard Lange, un artiste au destin particulier, Bulletin Archéologique du Comité des Travaux Historiques, Paris, éditions du CTHS, 2005.

## Catálogos de exposición
- 11 de octubre de 1989 - 7 de enero de 1990 Toulouse: Toulouse et le néoclassicisme, les artistes toulousains de 1775 à 1830, Musée des Augustins, Jean Penent.
- 2 de marzo - 9 de septiembre de 2002 Toulouse: Cent ans de sculpture (1750-1820) - La collection du musée des Augustins, Musée des Augustins, 108 p.
- 5 de febrero - 3 de junio de 1990, París: Le corps en morceaux, reunión de los  Museos nacionales, bajo la dirección de Françoise Cachin, director del Musée d’Orsay, 343p., p.p.82-84.
- 1.er octubre de 1991 - 6 de enero de 1992, Toulouse: Les toulousains, plâtres et originaux du XIXème siècle, Musée des Augustins, Denis Milhau, Monique Rey-Delque, 52p.
- 1994, París: Egyptomania, l’Egypte dans l’art occidental de 1730 à 1930, Musée du Louvre.
- 1998, París: Sculpture française, t.2, « renaissance et temps modernes», Goujon-Warin, Jean-René Gaborit y anónimos, departamento de las esculturas de la Edad Media, del renacimiento et des temps modernes, Musée du Louvre, 880 p.
- 1999 París: Vivant Denon, directeur des Musées sous le Consulat et l’Empire, correspondance de 1802 à 1815, Notas y documentos de los museos, Marie-Anne Dupuy Isabelle Le Masne de Chermont y Elaine Williamson, 1468 p.
- 16 de octubre de 2000 - 15 de enero de 2001, París: D’après l’antique, Musée du Louvre, Jean-Pierre Cuzin, Jean-René Gaborit, Alain Pasquier, 515 p.